# Woudoord
Huize Woudoord is een villa aan de Koningin Wilhelminaweg 11 in Heerenveen in de Nederlandse provincie Friesland.
Het landhuis werd in 1908 gebouwd voor mr. T.C. Van Eijk Bijleveld (Amsterdam, 31 oktober 1859-1928) naar een ontwerp van K.P.C. de Bazel uit Bussum. Van Eijk Bijleveld zou er tot 1913 met zijn gezin en 7 dienstboden blijven wonen, waarna hij verhuisde naar Zwolle. Het huis is een voorbeeld van de typisch Hollandse baksteen-architectuur zoals die door architecten als De Bazel en Berlage in deze periode werd ontwikkeld. Het vertoont de voor De Bazel karakteristieke meanderende baksteenversiering in de daklijst. In de tuin staat een draaibaar prieel uit dezelfde tijd.

## Omschrijving

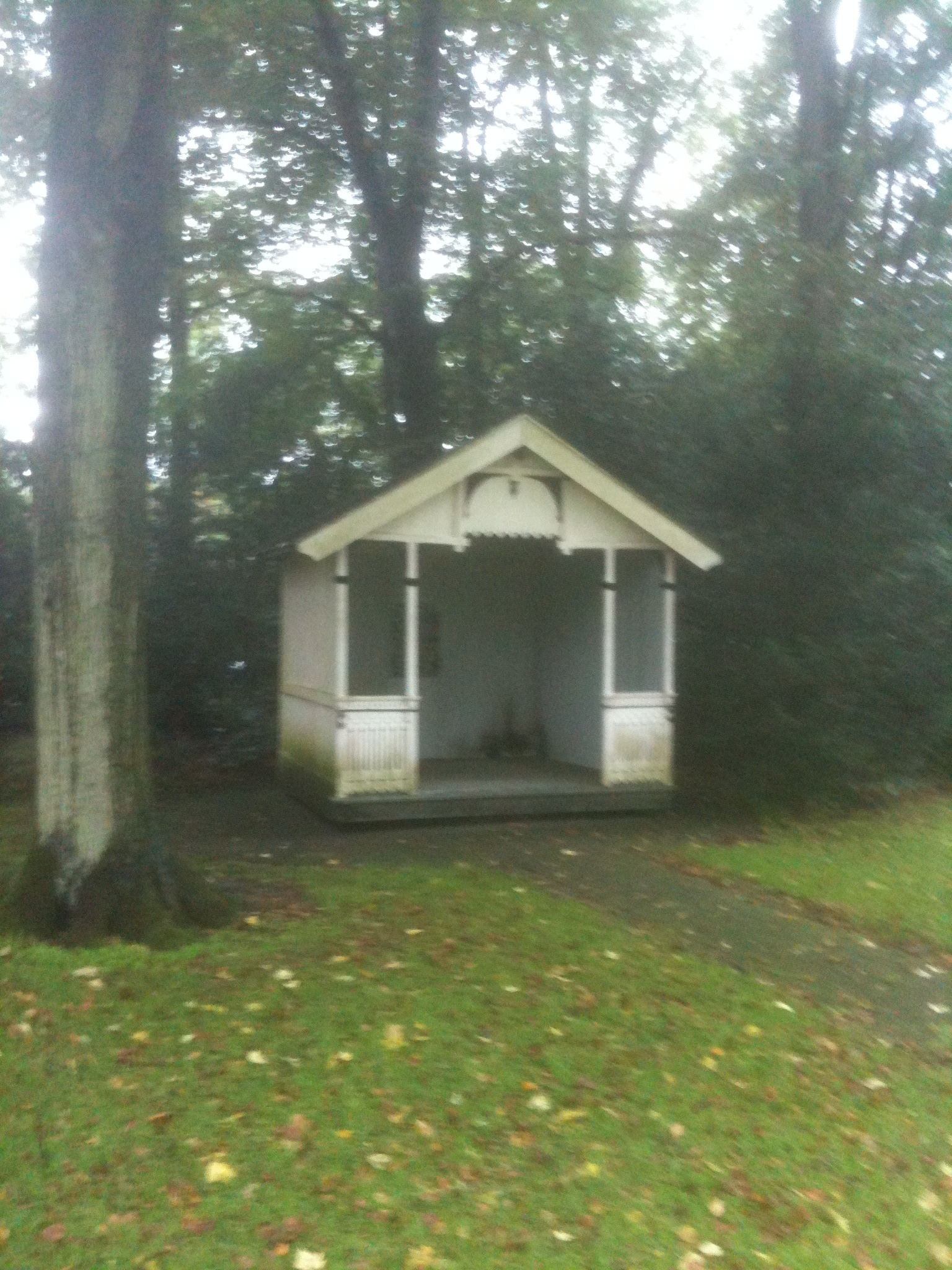
Prieel

De villa ligt een eind achter de rooilijn van de rest van de huizen aan de straat. De lange oprit leidt naar de hoofdingang in de oostgevel. De villa heeft een plattegrond in de vorm van een winkelhaak en bestaat uit twee bouwlagen. De oorspronkelijke bijkeuken bevond zich in een lage uitbouw aan de noordzijde. De houten serre heeft een balkon. Alle vensters hebben een meerruits roedeverdeling en zijn voorzien van luiken.Boven de deur is een drielichts traplicht met gekleurd glas-in-lood en rolluikkasten. Rechts is een kelderkoekoek met een rooster. Het kelderraam is voorzien van diefijzers, erboven is een drielichtvenster met luiken voor de onderramen.
Bij verbouwingen kreeg de noordelijke gevel aan de wegzijde een tweede dubbele tuindeur. Aan de westelijke gevel van de villa is een grote serre met een driezijdige uitbouw, waarin dubbele tuindeuren. Op de serre is een balkon met een houten balustrade. De vloer van het terras bestaat uit van in patroonvorm gelegde bruine en gele bakstenen. De hoeksteen op de zuidoosthoek bevat een gedenksteen met de tekst:
25 / 19 (monogram) 08 / 4  (d.i. 25 april 1908)

ANDREA / CORNELIA / GEERTRUID / VAN EYK / BIJLEVELD
Van het oorspronkelijke interieur de door De Bazel ontworpen vitrinekasten, de hoekhaarden in diverse kamers, enkele stucplafonds en de betegelde traphal met trap bewaard gebleven.

## Bewoners
- 1908 - 1913 Theodoor Christiaan Van Eijk Bijleveld
- 1916 - 1951 Cornelis Gerritsma, koopman en wethouder van Schoterland[1](1901-1927)
- 1954 - Frederik Bosma, Bosma's ingenieurbureau
- ± 1973 - Ingenieursbureau Oranjewoud
- 2008 - Online fotodienst Mijnalbum.nl